# Austrolimnophila (Austrolimnophila) latistyla
Austrolimnophila (Austrolimnophila) latistyla is een tweevleugelige uit de familie steltmuggen (Limoniidae). De soort komt voor in het Palearctisch gebied.